# WWE SmackDown! Here Comes the Pain
WWE SmackDown! Here Comes the Pain, noto in Giappone come Exciting Pro Wrestling 5, è un videogioco di wrestling del 2003, sviluppato da Yuke's e pubblicato da THQ su licenza World Wrestling Entertainment in esclusiva per PlayStation 2.

## Caratteristiche
In questo gioco viene per la prima volta introdotto il classico sistema di prese, mantenendo un sistema di gameplay molto veloce.
Questo è il primo titolo che introduce le "WWE Legends" nel roster e nuovi tipi di match come il Bra and Panties, il First Blood e l'Elimination Chamber match.
Questo capitolo è il primo a proporre la stipulazione Bra & Panties match. Stephanie McMahon è l'unica diva a non poter essere selezionata per questa tipologia di incontro.
Il gioco è privo di annunci durante gli ingressi dei wrestler e di telecronaca durante i match.
Nella modalità Special referee match gli unici personaggi a poter essere selezionati come arbitro speciale sono Eric Bischoff, Ric Flair, Shawn Michaels, Stephanie McMahon e Vince McMahon.
Questo è l'ultimo capitolo della serie "WWE SmackDown!" ed è l'unico a non presentare nel titolo una frase tipica di The Rock (Know Your Role, Just Bring It e Shut Your Mouth, presenti nei giochi precedenti, erano appunto frasi spesso usate dallo stesso The Rock). Il titolo, "Here Comes the Pain", è la frase che l'allora commentatore Tazz usava ripetere ad ogni ingresso di Brock Lesnar.
Il gioco è stato valutato con 86.46% dal sito GameRankings.

## Roster

### Lottatori
Per l'ultima volta The Rock e Steve Austin compaiono nel roster come wrestler in attività, mentre alcune future stelle della compagnia come Batista, John Cena e Rey Mysterio segnano il loro debutto come personaggi giocabili.
Il gioco è inoltre l'unico titolo targato WWE in cui è presente Último Dragón, che sino ad allora, nonostante l'enorme popolarità in Giappone e Messico, era apparso solo nei giochi della World Championship Wrestling.
È inoltre presente Undertaker in versione becchino (sbloccabile), assente dai tempi di WWF Royal Rumble.
| Uomini | Uomini | Donne                                                    | Donne                                       | Leggende |
| Raw | SmackDown! | Raw                                                      | SmackDown!                                  | Leggende |
| --- | --- | -------------------------------------------------------- | ------------------------------------------- | --- |
| - Batista - Booker T - Bubba Ray Dudley - Chris Jericho - Christian - D-Von Dudley - Eric Bischoff - Goldberg - Goldust - The Hurricane - Kane - Kevin Nash - Lance Storm - Randy Orton - Ric Flair - Rico - Rob Van Dam - The Rock - Rodney Mack - Scott Steiner - Shawn Michaels - Steve Austin - Steven Richards - Test - Triple H - Val Venis | - A-Train - Big Show - Brock Lesnar - Charlie Haas - Chavo Guerrero - Chris Benoit - Eddie Guerrero - Edge - John Cena - Kurt Angle - Matt Hardy - Rey Mysterio - Rhyno - Rikishi - Sean O'Haire - Shelton Benjamin - Tajiri - Último Dragón - Undertaker - Vince McMahon | - Jazz - Lita - Stacy Keibler - Trish Stratus - Victoria | - Sable - Stephanie McMahon - Torrie Wilson | - Animal - George Steele - Hawk - Hillbilly Jim - Iron Sheik - Jimmy Snuka - Nikolai Volkoff - Roddy Piper - Sgt. Slaughter - Ted DiBiase - The Undertaker |

### Campioni
Raw
- World Heavyweight Champion: Triple H
- World Tag Team Champions: Bubba Ray Dudley & D-Von Dudley
- WWE Intercontinental Champion: Christian
- WWE Women's Champion: Jazz
- WWE Hardcore Champion: Rob Van Dam

SmackDown!
- WWE Champion: Kurt Angle
- WWE Tag Team Champions: Charlie Haas & Shelton Benjamin
- WWE United States Champion: Eddie Guerrero
- WWE Cruiserweight Champion: Rey Mysterio

### Tag team
- A-Train & Big Show
- Booker T & Goldust
- Bubba Ray Dudley e D-Von Dudley
- Charlie Haas & Shelton Benjamin
- Chavo Guerrero & Eddie Guerrero
- Chris Benoit & Kurt Angle
- Chris Jericho & Christian
- Evolution
- Iron Sheik & Nikolai Volkoff
- Kevin Nash & Shawn Michaels
- Matt Hardy & Lita
- Rodney Mack & Jazz
- Sean O'Haire & Roddy Piper
- Scott Steiner & Stacy Keibler
- Victoria & Steven Richards
- Vince McMahon & Sable

## Modifiche
- Il roster del gioco inizialmente comprendeva anche Hulk Hogan, Jeff Hardy e The Ultimate Warrior; i primi due furono rimossi in quanto non erano più sotto contratto con la WWE, mentre Warrior fu escluso a causa di una controversia legale con la compagnia per i diritti sulla propria immagine.
- Nei codici della versione finale erano presenti Al Snow, Spike Dudley, Billy Kidman, Billy Gunn, William Regal, Bradshaw, Molly Holly, Jamal e Rosey, ma i modelli dei loro personaggi non sono mai stati sviluppati.